# Simfonia de cambra núm. 1 (Schönberg)
La Simfonia de cambra núm. 1, op. 9, és una composició de l'austríac Arnold Schönberg. Va ser escrita el 1906 i estrenada el 8 de febrer del 1907 a Viena sota la batuta del mateix compositor. L'ensemble estava format pel Quartet Rosé i per alguns membres de l'Associació d'Instrumentistes de Vent de la Filharmònica de Viena.

## Història
La Simfonia de cambra va ser el treball més important del compositor l'any 1906. La trobem escrita gairebé completa en el segon i tercer àlbum d'esbossos. Va ser acabada el 25 de juliol al poble de Rottach-Egern, al nord d'Alemanya. Quan li va ensenyar al seu deixeble Anton Webern li va provocar una "impressió col·losal" que va inspirar-lo per escriure un temps de sonata portant-la al límit de la tonalitat.
Schönberg volia que l'estrena fos dirigida pel gran director i compositor Richard Strauss tot i que al final aquesta temptativa no va arribar a bon port i va ser estrenat per Schönberg mateix. Així i tot, Strauss aniria demostrant interès per les obres de Schönberg al llarg de la seva carrera.
Un altre músic important de l'època, Gustav Mahler, també va tenir una certa relació amb l'obra. Schönberg tenia pensat presentar-li abans d'estrenar-la, però l'avançat estat de gestació de la seva dona li ho va impedir. Mahler va assistir a l'estrena, junt amb la seva esposa Alma Mahler. Ell, persona de prestigi a l'època, va fer callar un públic que, durant la interpretació de l'obra el dia de l'estrena, es començava a inquietar. Mahler diria més endavant a la seva dona "No entenc la seva música [de Schönberg], però és jove; tal vegada tingui raó. Jo ja sóc gran, no tinc l'òrgan necessari per a la seva música".
Aquesta obra va ser la que va dirigir el mateix Schönberg quan se li concedí la ciutadania honorífica vienesa el 1949.

## Composició

### Instrumentació
En contra de la tendència generalitzada que s'havia donat sobretot des d'Hector Berlioz, amb una instrumentació cada vegada més gran i exuberant fins a exemples com la Simfonia núm. 8 (coneguda com la "dels mil") de Gustav Mahler o els Gurrelider del mateix Schönberg, la instrumentació es limita a 15 instrumentistes:
- 1 Flauta/ que dobla a Flautí
- 1 Oboè
- 1 Corn Anglès
- 1 Clarinet en Mib (Requint)
- 1 Clarinet
- 1 Clarinet Baix
- 1 Fagot
- 1 Contrafagot
- 2 Trompes
- 2 Violins
- 1 Viola
- 1 Violoncel
- 1 Contrabaix

### Estructura
L'obra es compon d'un únic moviment que dura aproximadament 20 minuts. Tot i això, es pot subdividir en 5 parts que Schönberg mateix va assenyalar amb l'ajuda dels números d'assaig com a punt de referència:
- I. Sonata. Allegro (Inici a 38)
- II. Scherzo (38–60)
- III. Desenvolupament (60–77)
- IV. Adagio (77–90)
- V. Recapitulació i Finale (90-Final)[4]

### Relació entre el compositor i l'obra
Arnold Schönberg va fer un treball detallista i minuciós que va anar ampliant a mesura que dirigia l'obra. Com ell mateix diu a les notes prèvies de l'edició de la partitura. Pretenia "evitar confusions i interpretacions errònies" i es preocupava que l'obra sonés clara i precisa. Ell va escriure més endavant que quan va acabar l'obra va dir als seus amics: "Ja he trobat el meu estil. Ara ja sé com he de compondre" però aquesta afirmació, reconeixia, li va durar poc, ja que la seva següent obra "presentava un gran allunyament d'aquest estil".
Anys més tard, a l'esborrany de la seva autobiografia La meva evolució (que alhora és un manual de la seva concepció estètica) utilitza aquesta peça com a exemple per demostrar el seu convenciment de les "miraculoses contribucions del subconscient" en establir una connexió latent entre els temes contrastants de l'obra. Aquest fet es basa en la "derivació contrastant".

### Estil
Schönberg assoleix amb la seva primera Simfonia de cambra una nova síntesi de forma simfònica i esperit cambrístic. És el primer cop que intenta substituir la construcció harmònica tradicional (per terceres superposades) per una harmonia creada a partir de quartes. També utilitza tècniques com les cadenes de tons sencers, l'acord augmentat. Es pot considerar una obra d'estil expressionista.

## Recepció
Tot i que al principi va causar "dificultats" al públic i intèrprets, pels volts de 1919, aquesta obra ja s'havia assumit dins el repertori estàndard.
L'edició d'aquesta partitura va suposar un èxit de vendes (no sense dificultats inicials), tot i que el mateix compositor la tenia per una obra "molt difícil" sobretot per "la gran polifonia" i el nivell de concreció dinàmica i d'articulacions.

### A Barcelona
L'obra de Schönberg va trigar bastant en donar-se a conèixer a l'estat espanyol, no va ser fins a gairebé l'any 1915 que els compositors compromesos amb la Generació del 27, tant a Barcelona com a Madrid, la van introduir.

La primera audició va tenir lloc al Palau de la Música Catalana el 29 d'abril de 1925, organitzat per l'Associació de Música "Da Camera" de Barcelona. Aquesta interpretació, en la versió realitzada per Webern (deixeble de Schönberg), adaptada a l'ensemble de Pierrot Lunaire (obra del mateix Schönberg també interpretada per primer cop aquell dia a la ciutat comtal) sota la direcció del mateix compositor. Els músics Pau Casals i Robert Gerhard van ser els grans impulsors d'aquest concert. Destaca el fet que Gerhard fes apunts biogràfics del compositor al programa de mà.
«la seva música, qualificada pel seu autor d'"emanació d'ell mateix", sona a l'oïda dels no iniciats com una caòtica confusió de ritmes i dissonàncies» Crítica de l'època a Barcelona.

## Arranjaments
- El mateix compositor va arranjar la peça per a piano a quatre mans (i que ell considerava una "brillant peça de virtuosisme"[5]) el 1907 i un fragment per quintet amb piano (1907). També la va transcriure per a gran orquestra el 1922 i un altre cop el 1936. Aquesta versió va ser catalogada com a op. 9b i va ser estrenada a Los Angeles pel mateix Schönberg.
- El seu deixeble Alban Berg la va arranjar per a dos pianos el 1914.
- El seu altre deixeble Anton Webern, va fer un arranjament de la composició entre el 1922 i 1923. Va ser instrumentat per violí, flauta, clarinet, violoncel i piano.[10] Instrumentació idèntica a la de Pierrot Lunaire.